# Прапор Томської області

Прапор Томської області

Прапор Томської області є символом Томської області. Ухвалений рішенням Державної Думи Томської області від 29 травня 1997 року № 463. (Закон Томської області «Про герб і прапор Томської області»).

## Опис
Прапор Томської області являє собою прямокутне полотнище білого кольору з відношенням ширини прапора до його довжини — 2:3. У центрі полотнища міститься зображення герба Томської області розміром 1/3 від його площі. Зворотна сторона прапора дзеркально повторює його лицьову сторону.
Білий і зелений кольори герба й прапора є традиційними для Сибіру: зелений символізує ліс, білий — сніг.